# Scaptobius caffer
Scaptobius caffer är en skalbaggsart som beskrevs av Hermann Rudolph Schaum 1841. Scaptobius caffer ingår i släktet Scaptobius och familjen Cetoniidae. Inga underarter finns listade i Catalogue of Life.